# Union County (Kentucky)
Das Union County ist ein County im US-amerikanischen Bundesstaat Kentucky. Im Jahr 2020 hatte das County 13.668 Einwohner und eine Bevölkerungsdichte von 15,3 Einwohnern pro Quadratkilometer. Der Verwaltungssitz (County Seat) ist Morganfield, benannt nach General Daniel Morgan.

## Geographie
Das County liegt im Westen von Kentucky und wird grenzt im Westen, Nordwesten und Norden – getrennt durch den Ohio River – an Illinois und Indiana. Es hat eine Fläche von 941 Quadratkilometern, wovon 47 Quadratkilometer Wasserfläche sind. An das Union County grenzen folgende Nachbarcountys:
| Gallatin County (Illinois) | Posey County (Indiana) | Henderson County |
| Hardin County (Illinois)   |                        |                  |
|                            | Crittenden County      | Webster County   |

## Geschichte
Das Union County wurde am 15. Januar 1811 aus Teilen des Henderson County gebildet.

## Demografische Daten
Nach der Volkszählung im Jahr 2010 lebten im Union County 15.007 Menschen in 5639 Haushalten. Die Bevölkerungsdichte betrug 16,8 Einwohner pro Quadratkilometer. In den 5639 Haushalten lebten statistisch je 2,46 Personen.
Ethnisch betrachtet setzte sich die Bevölkerung zusammen aus 85,6 Prozent Weißen, 12,4 Prozent Afroamerikanern, 0,2 Prozent amerikanischen Ureinwohnern, 0,4 Prozent Asiaten sowie aus anderen ethnischen Gruppen; 1,4 Prozent stammten von zwei oder mehr Ethnien ab. Unabhängig von der ethnischen Zugehörigkeit waren 1,8 Prozent der Bevölkerung spanischer oder lateinamerikanischer Abstammung.
22,7 Prozent der Bevölkerung waren unter 18 Jahre alt, 63,3 Prozent waren zwischen 18 und 64 und 14,0 Prozent waren 65 Jahre oder älter. 48,8 Prozent der Bevölkerung war weiblich.

Das jährliche Durchschnittseinkommen eines Haushalts lag bei 39.515 USD. Das Pro-Kopf-Einkommen betrug 18.811 USD. 18,5 Prozent der Einwohner lebten unterhalb der Armutsgrenze.

## Ortschaften im Union County
Citys
- Morganfield
- Sturgis
- Uniontown
- Waverly

Census-designated place (CDP)
- Breckinridge Center

Unincorporated Communities
| - Boxville - Grove Center - Henshaw | - Pride - Spring Grove - Sullivan |

## Gliederung
Das Union County ist in drei Census County Divisions (CCD) eingeteilt:
| CCD             | Einwohner (2010) | FIPS     |
| --------------- | ---------------- | -------- |
| Morganfield CCD | 8472             | 21-92384 |
| Sturgis CCD     | 4784             | 21-93384 |
| Uniontown CCD   | 1751             | 21-93536 |